# Paczków (województwo dolnośląskie)
Paczków – wieś w Polsce położona w województwie dolnośląskim, w powiecie oleśnickim, w gminie Bierutów.

## Podział administracyjny
W latach 1975–1998 miejscowość położona była w województwie wrocławskim.